# Stadtkapelle Öhringen
Die Stadtkapelle Öhringen e. V. ist ein Blasorchester in Öhringen in Baden-Württemberg.

## Geschichtliche Entwicklung

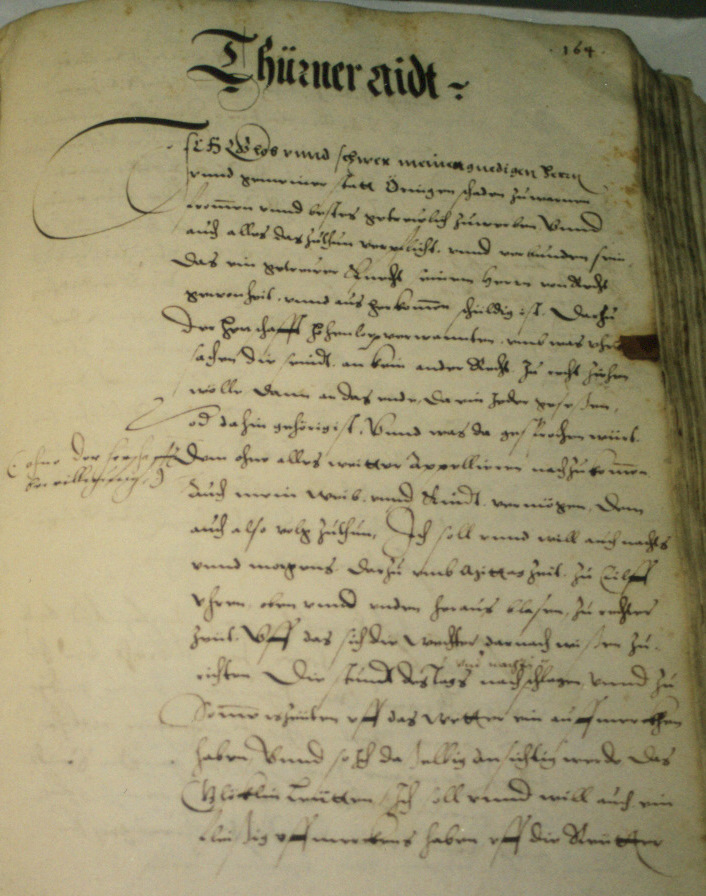
Türmereid aus dem Eidbuch der Stadt Öhringen

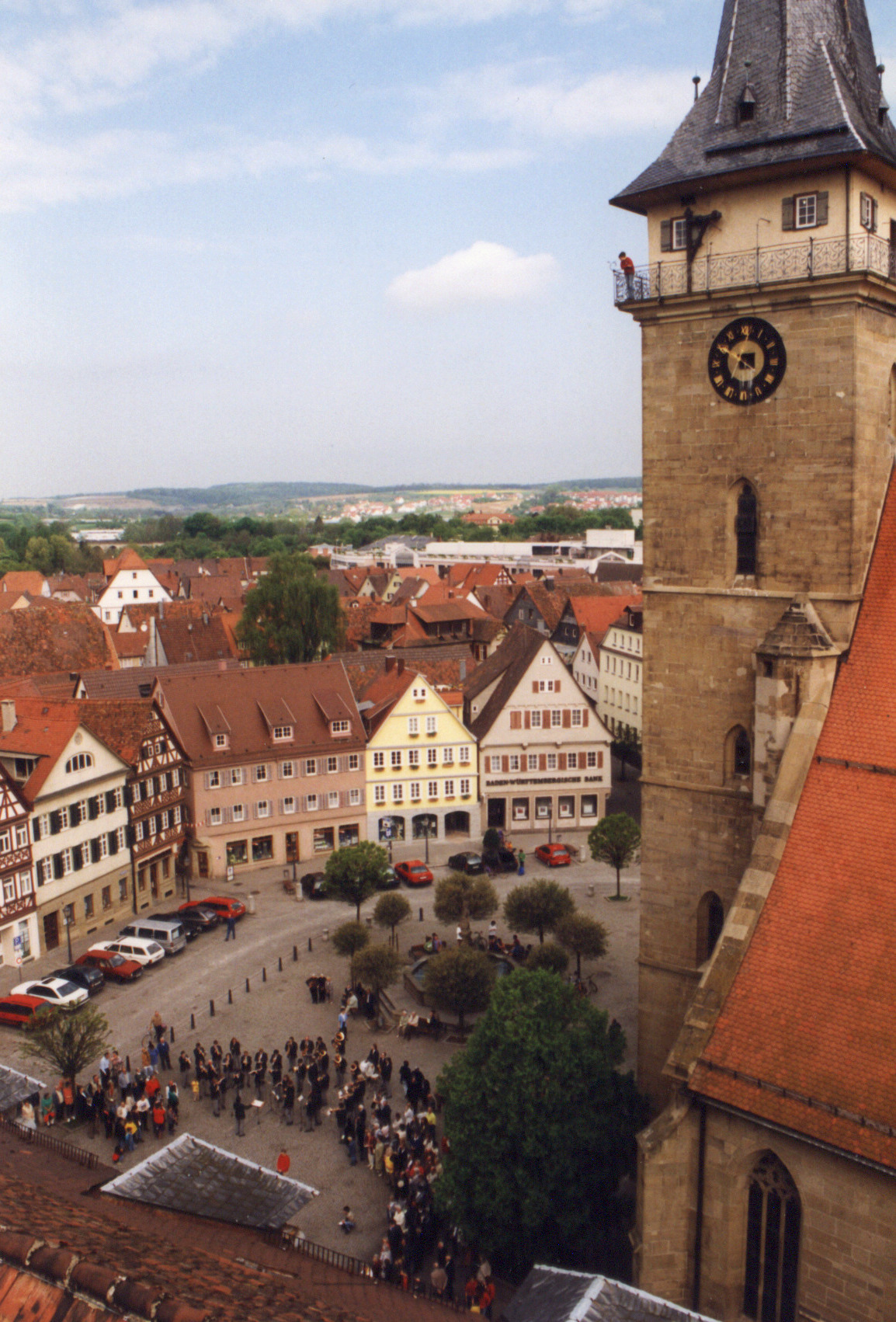
Platzkonzert der Stadtkapelle auf dem Öhringer Marktplatz

Die Stadtkapelle Öhringen ist die älteste Musikkapelle im Blasmusikverband Hohenlohe; sie feierte im Jahr 2000 ihr über 200-jähriges Bestehen. Ihre Tradition führt zurück bis zu den Öhringer Stadtmusikern. Diese Stadtmusiker können von den Anfängen der Stadtmusik in Öhringen im Blasturm der Stiftskirche Öhringen gegen Ende des 16. Jahrhunderts bis heute nahezu lückenlos belegt werden. Der musikalische Leiter und Dirigent der Stadtkapelle ist bis heute bei der Stadt Öhringen angestellt.
Im Jahr 2007 spielten in der Stadtkapelle Öhringen etwa 50 Musiker. Zum Repertoire zählen Marschmusik, Unterhaltungsmusik und hochwertige konzertante Blasmusik. Jährlich findet ein Konzert in der Öhringer Veranstaltungshalle Kultura (Bläsergala) statt. Gemeinsam mit Musikern aus Stadtkapelle und Jugendkapelle wird jährlich im Blauen Saal des Öhringer Schlosses ein Kammerkonzert gegeben. Regelmäßig veranstaltet die Stadtkapelle Öhringen Kinderkonzerte, bei denen die Musiker Kindern in Form eines kommentierten Konzerts verschiedene Musikinstrumente, Komponisten und Werke vorstellen und kindgerecht näher bringen.
Zur Stadtkapelle gehören eine Jugendkapelle mit etwa 35 Nachwuchsmusikern (2007) und zwei weitere Nachwuchsorchester, die in Zusammenarbeit mit der Musikschule der Stadt Öhringen betrieben werden.
Zum 225-jährigen Jubiläum fand ein Konzert mit Orgel in der katholischen Kirche statt sowie am 12.07 ein Turmbläsertag, zu dem Gäste aus anderen Gemeinden, in denen Turmblasen ebenfalls bis heute Tradition ist, zunächst vom Öhringer Blasturm spielen und später gemeinsam im Gesamtspiel einen Gottesdienst in der Stiftskirche musikalisch begleiten. Der Gottesdienst wird vom Pfarrer Dr. Jörg Dinger gehalten.

## Stadtmusiker und Kapellmeister
Der erste Eintrag im Eidbuch der Stadt Öhringen ist Hans Weiß im Jahr 1598. Danach folgen viele weitere Eintragungen, zum Teil jährlich wechselnd (Auswahl):
- um 1667: Hans Michael Retzel
- um 1678: Georg Ulrich Retzel
- um 1727 bis 1757: Johann Georg Bierer, Stadt-Türmer und -Musikant
- 1757–1801: Johann Georg Bierer der Jüngere (Sohn)
- 1801–1827: Christian Bierer (Sohn des Joh. Georg)
- 1827–1847: Friedrich Kornbrust (abgesetzt wegen Schwerhörigkeit)
- 1848–1856: Friedrich Albrecht Springinklee
- 1856–1859: Carl Wenzel
- 1859–1860: Friedrich Schwab
- 1860–1862: Christian Friedrich Falkenstein
- 1862–1902: Karl Friedrich Schmohl
- 1902–1911: Adolf Steiner
- 1911–1913: nicht besetzt
- 1913–1921: Hugo Oskar Lange
- 1921–1923: nicht besetzt
- 1923–1925: Geiger (übergangsweise)
- 1925–1929: Otto Berdik
- 1930–1954: Paul Giese (mit Unterbrechungen)
- 1954: Otto Berdik (übergangsweise)
- 1954–1971: Franz Wirth
- 1971–1972: Franz Kliegel
- 1972–1982: Engelbert Bohlander
- 1982–1987: Günther Hanselmann
- 1988–2001: Stefan Gründler
- 2001–2024: Andreas Schwarz, Musikdirektor, danach Leiter der Jugendmusikschule Öhringen
- seit 2024: Timo Heller

## Auszeichnungen
- Pro-Musica-Plakette (1975)
- Conradin-Kreutzer-Tafel (2000)

## Diskographie
- Utopia (2000), Selbstverlag[4]
- WIR! (2015), Selbstverlag